# Abadia de Fontevrault
|  | Per a altres significats, vegeu «Fontevrault». |

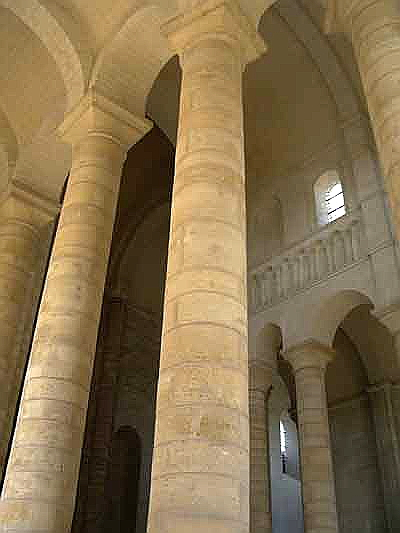
Interior de l'abadia.

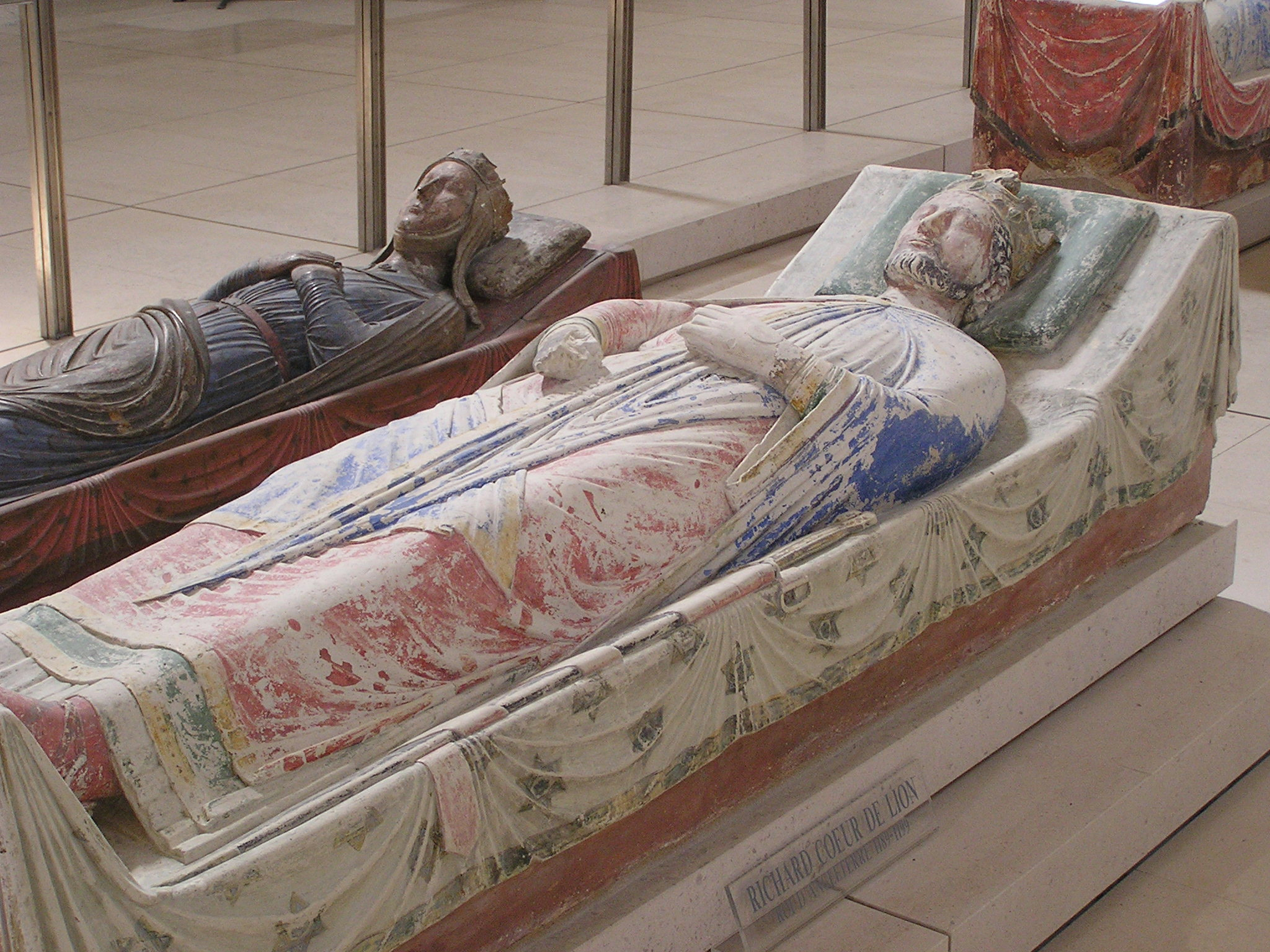
Tomba de Ricard Cor de Lleó i Isabel d'Angoulême.

L'abadia de Fontevrault fou fundada el 1099 per l'ermità Robert d'Arbrissel, reformador religiós amb el suport del papa Urbà II. El primer protector fou el senyor de Montsoreau, d'on el castell és ben a prop. Ha donat origen al poble de Fontevrault-L'Abbaye, prop de Saumur (Anjou).
Hi foren constituïdes tres comunitats per separat: de monges, de monjos i de religiosos llecs, tots sota el guiatge d'una abadessa, al costat d'un hospital. Amb les noves fundacions es formà una congregació, sota la regla benedictina, estesa per Anglaterra, per la península Ibèrica i, sobretot, per França.
Després de néixer Peronella, Ramir II se separà de la seva esposa Agnès de Poitiers, la qual es va retirar en aquest monestir fins a la seva mort el 1159.
Fou suprimida el 1792. L'església, romànica, consagrada el 1119, té quatre cúpules; serví de mausoleu dels reis anglesos Plantagenet. Conserva una curiosa cuina del segle xii. Els claustres, del segle xvi, tenen pintures al fresc.

## Tombes reials
A l'abadia es troben les tombes de diversos reis de la dinastia de Plantagenet, reis d'Anglaterra i senyors d'Aquitània:
- Enric II d'Anglaterra i la seva muller Elionor d'Aquitània, i els seus fills:
- Ricard I d'Anglaterra (el seu cor es troba a Rouen),
- Joana d'Anglaterra (1165-1199), casada amb Guillem II de Sicília i, després, amb Ramon VI de Tolosa.
- Ramon VII de Tolosa, net d'Enric II
- Elisabet d'Angulema, casada amb Joan Sense Terra, rei d'Anglaterra.